# Fronton

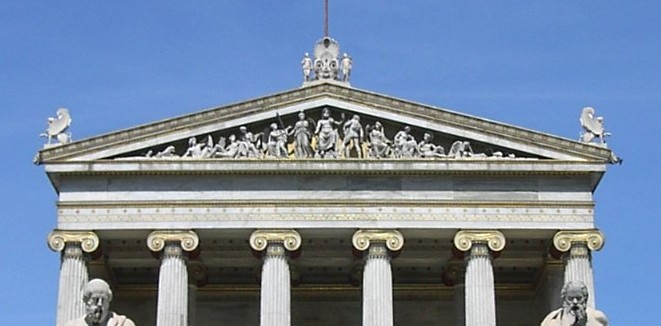
Fronton budovy Řecké národní akademie v Aténách.

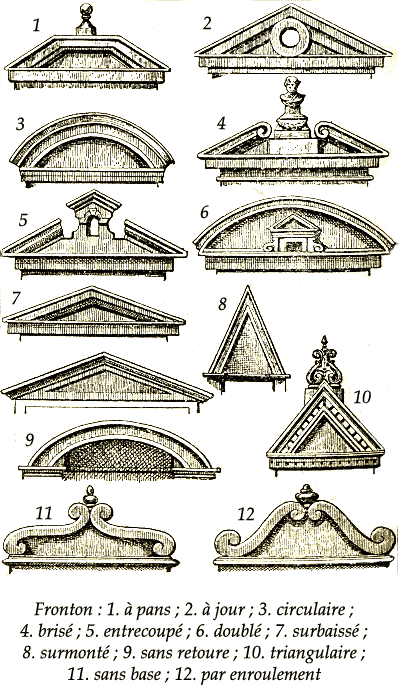
Druhy nadokenních frontonů

Fronton nebo také pediment je architektonický prvek klasické řádové architektury. Je to štítový nástavec, umístěný zpravidla nad portikem, oknem nebo portálem (častý v klasicismu).

## Charakteristika
Zpravidla má tvar nízkého rovnoramenného trojúhelníku nebo segmentu, může však být i rozeklaný. V baroku se často užívaly střídající se trojúhelné a segmentové frontony.
Pokud je umístěn nad okny, může být označen suprafenestra, nad dveřmi či branou supraporta.
Pro plastickou výplň frontonu se užívá název tympanon, kterým se někdy nesprávně označuje celý fronton.